# Hypocacculus zanzibaricus
Hypocacculus zanzibaricus är en skalbaggsart som beskrevs av Reichardt 1932. Hypocacculus zanzibaricus ingår i släktet Hypocacculus och familjen stumpbaggar. Inga underarter finns listade i Catalogue of Life.